# Appellationsgericht Landshut
Das Appellationsgericht Landshut war ein bayerisches Appellationsgericht mit Sitz in Landshut. Es war für den Isarkreis als Berufungsgericht zuständig.
Vorläufer war das 1803 in Pfalz-Bayern als Berufungsgericht für das Herzogtum Oberbayern (Rentamt München) eingerichtete Hofgericht München. Durch das Organische Edikt über die Gerichtsverfassung vom 24. Juli 1808, Teil III wurde es in ein königlich baierisches Appellationsgericht für den Isarkreis mit Sitz in München umgewandelt. Die Appellationsgerichte urteilten in Senaten mit jeweils fünf Mitgliedern. 1826 wurde das Appellationsgericht München aufgelöst und als Appellationsgericht Landshut in das damals zum Isarkreis gehörende Landshut verlegt. Da Landshut 1837 bei der Neueinteilung der Kreise in Bayern Kreishauptstadt von Niederbayern wurde, wurde das Appellationsgericht für Oberbayern (den früheren Isarkreis) 1839 als Appellationsgericht Freising in das oberbayerische Freising verlegt.